# Großbrembach
Großbrembach è una frazione del comune tedesco di Buttstädt.

## Storia
Il 1º gennaio 2019 il comune di Großbrembach venne soppresso e aggregato alla città di Buttstädt.

### Esplicative
1. ↑  Letteralmente: «Brembach grande», in contrapposizione alla vicina Kleinbrembach – «Brembach piccola».

### Bibliografiche
1. ↑  (DE) Thüringer Gesetz zur freiwilligen Neugliederung kreisangehöriger Gemeinden im Jahr 2019 vom 18. Dezember 2018, § 32, Abs. 2. (PDF), su parldok.thueringen.de. URL consultato il 28 giugno 2020 (archiviato dall'url originale il 9 gennaio 2019).